# Pediobius deplanatus
Pediobius deplanatus är en stekelart som beskrevs av Boucek 1965. Pediobius deplanatus ingår i släktet Pediobius och familjen finglanssteklar.
Artens utbredningsområde är:
- Tjeckien.
- Nederländerna.

Inga underarter finns listade i Catalogue of Life.